# Villery
Villery település Franciaországban, Aube megyében. Lakosainak száma 267 fő (2022. január 1.). Villery Bouilly, Javernant, Lirey és Saint-Jean-de-Bonneval községekkel határos.

## Népesség
A település népessége az elmúlt években az alábbi módon változott:
| Lakosok száma | 136  | 313  | 292  | 275  | 274  | 275  | 275  | 272  | 270  | 267  |
|               | 1968 | 1982 | 1990 | 2006 | 2013 | 2015 | 2017 | 2019 | 2020 | 2022 |